# Anastathes robusta
Anastathes robusta là một loài bọ cánh cứng trong họ Cerambycidae.